# Michalów (powiat Zamojski)
Michalów is een dorp in de Poolse woiwodschap Lublin. De plaats maakt deel uit van de gemeente Sułów en telt 1100 inwoners.